# Lope de Vega
Lope de Vega (též Félix Lope de Vega Carpio či Lope Félix de Vega Carpio; 25. listopadu 1562 Madrid – 27. srpna 1635 Madrid) byl španělský dramatik, básník a prozaik.
Je mu připisováno přibližně 2000 her, z nichž se dochovalo asi 470. Mezi nejlepší se řadí zejména jeho historická dramata, která mají složité zápletky a rušný děj, s častým motivem cti. Vytvářel dramata „pláště a kordu“ a je zakladatelem nového dramatu jménem španělská komedie, což je veršované drama, kde se mísí tragické a komické prvky, rozdělené do tří částí.
Napsal také 3 romány a 4 větší novely, 7 epických skladeb a velké množství lyrických básní.

## Život
Pocházel ze starého šlechtického rodu, který však přišel o svůj majetek. Otec pracoval jako řemeslník, ale rád četl a psal poezii. Nadání pro literární tvorbu projevoval i jeho syn Lope, který skládal verše již v dětském věku. Studoval na jezuitské koleji v Madridu a ve třinácti letech napsal svoji první divadelní hru. V letech 1577–1581 studoval teologii a filozofii na vysoké škole v Alcalá de Henares, ale kvůli rozmařilému způsobu života a častým milostným avantýrám musel školu předčasně opustit. V devatenácti letech se stal otcem nemanželské dcery Manuely. V roce 1582 narukoval k námořnictvu a účastnil se bitvy u ostrova Terceira. V roce 1583 potkal svou první velkou lásku Elenu Osoriovou, vdanou dceru principála divadelní společnosti, která uváděla Vegovy hry. Vztah skončil po čtyřech letech skandálem, když Elena dala přednost novému bohatšímu milenci, na což Vega reagoval urážlivými listy, v nichž veřejně obvinil celou její rodinu z kuplířství. Případ měl soudní dohru a Lope de Vega byl pod trestem smrti odsouzen k vyhnanství z Madridu na dobu osmi let a na dva roky z kastilského království. Mezitím se zamiloval do Isabely de Alderete y Urbina, kterou po propuštění z vězení unesl a tajně se s ní oženil v květnu 1588. Několik dní na to vstoupil jako dobrovolník do armády, s níž se účastnil invaze do Anglie. Poté žil s manželkou ve Valencii, kde se věnoval literární práci. Kromě poezie začal psát divadelní hry, které si získávaly stále větší oblibu. Po dvou letech Lope de Vega přijal místo tajemníka vévody z Alby a střídavě pobýval v Toledu a Tormes, kde na podzim roku 1594 zemřela jeho manželka Isabela a krátce na to obě jejich děti.
V roce 1595 mu vypršel trest a mohl se vrátit do Madridu jako osobní tajemník markýza de Sariia. Prožíval další milostné vztahy. V roce 1598 si vzal za ženu dceru bohatého obchodníka Juanu de Guardo y Collantes, ale současně žil až do roku 1608 s herečkou Micaelou de Luján. Kromě toho se v jeho životě vyskytovaly další ženy a tento nákladný životní styl ho nutil tvrdě pracovat. Kromě divadelních her psal i romány a poezii. Přelom století je začátkem Vegova tvůrčího vrcholu. Napsal už více než sto komedií a dal nový směr a formu španělskému divadlu.
V roce 1614 Lope de Vega vstoupil do bratrstva Orden tercera de San Francisco (Třetí řád svatého Františka) a přijal kněžské svěcení. Prožíval v té době existencionální krizi, zřejmě umocněnou i dramatickými událostmi v osobním životě v předchozích letech. V roce 1611 málem přišel o život při atentátu, v roce 1612 zemřel ve věku sedmi let jeho oblíbený syn Carlos Felix a o rok později manželka Juana. Literárním vyjádřením této krize je sbírka sonetů Posvátné rýmy, vydaná v roce 1614.
Spojení s církví přineslo Vegovi určité materiální výhody a pocty. Stal se apoštolským pronotářem u toledského arcibiskupství, papež Urban VII. ho jmenoval čestným doktorem teologie odměnou za to, že mu věnoval báseň Tragická koruna (1627) o Marii Stuartovně. V roce 1627 byl přijat mezi členy Maltézského řádu.
Ani v kněžském stavu nezměnil svůj vztah k divadlu a milostný život, dál obstarával milenky pro svého zaměstnavatele vévodu ze Sessy. V roce 1616 se ale hluboce zamiloval do mladé básnířky Marty de Nevares, kterou ve svých verších nazýval Amarilis. V roce 1618 se jim narodila dcera Antonie Clara. Zůstali spolu až do Martiny smrti v roce 1632, přestože poslední roky jejího života byly poznamenány duševní chorobou a ztrátou zraku. Další neštěstí ho postihlo v roce 1634, kdy mu královský komorník unesl sedmnáctiletou dceru. Téhož roku se při lovu perel u pobřeží Venezuely utopil jeho syn Lope Felix, nadaný básník.
Na sklonku života ho trápila vina a kál se za svůj hříšný život. V roce 1634 publikoval svou poslední knihu Rimas humanas y divinas del licenciado Tomé de Burguill, která je parodií na vlastní biografii a tvorbu. O rok později Lope de Vega zemřel. Jeho ostatky byly uloženy v kostele San Sebastian.

## Díla
Lope de Vegovi se připisuje až 2 000 prací, z nichž se dochovalo asi 470. Jeho autorství je však potvrzeno jen u 314 z nich. Většinu života pracoval jako tajemník ve službách bohatých španělských šlechticů. Současně byl velmi žádaným dramatikem a aby vyhověl objednávkám divadelních společností, musel tvořit velmi rychle. Byl schopen napsat tříaktovou komedii za jediný den. O způsobu dramatické tvorby napsal v roce 1606 pojednání nazvané Nové umění skládati komedie. Ve stavbě hry narušoval jednotu času a místa, protože je považoval za zastaralé. Rychlým střídáním obrazů dostávaly jeho hry spád a dynamiku. Základním rysem Vegovy dramatické poetiky je vědomá snaha o vytvoření moderního národního dramatu, nezávislého na cizích vzorech a odpovídajícího potřebám doby.
Psal jednoaktové náboženské hry (Narození Kristovo, Stvoření světa), pastýřské hry (Zamilovaný Amor), národní komedie s náměty antické a jiné historie (Vypálený Řím, Velikost Alexandrova, Císařská koruna, Koruna Otakarova, Hvězda sevillská, Ovčí pramen, Velkovévoda moskevský), mravoličné komedie (Zahradníkův pes, Chytrá milenka, Nevšímavost dělá divy, Učitel tance, Vzbouření v blázinci), komedie pláště a dýky (Rytíř Olmeda), pastýřské romány (Arcadia, Betlémští pastýři, La Dorotea) a sonety (Sonet na sonet). Mravoličné hry tvoří téměř tři čtvrtiny autorových komedií. Důležité jsou zde především ženské postavy a také tzv. gracioso, který není pouze vtipným prosťáčkem, ale představuje chytrého, bystrého, odvážného a pohotového sluhu, který nejednou svým charakterem předčí i svého pána.
Lope de Vega je považován za tvůrce tzv. komedie pláště a dýky, která čerpá náměty ze šlechtické společnosti, přináší témata, jako jsou láska, čest, žárlivost. Nezajímá se o prostředí a okolnosti, ale plně se soustřeďuje na zápletku. Tématem těchto her je vyhrocená sociální problematika vedoucí k boji za čest. Jejich prostřednictvím autor kritizuje společenskou morálku, poukazuje na nerovné postavení jednotlivých vrstev. Jeden z příkladů této komedie je Rytíř z Olmeda.
Pestrý milostný život se promítal do jeho literární tvorby, především v lyrických sonetech a romancích lze najít stopy konkrétních lásek. V roce 1602 bylo vydáno 200 sonetů ve sbírce La Hermosura de Angélica a v roce 1604 pod názvem Rimas doplněné o nové verše.
- Ovčí pramen (Fuenteovejuna [fwente o.βe.xuna]IPA) (1619) – Lope de Vega čerpá ze skutečných událostí, které se odehrály v r. 1476 – snaha o sjednocení Španělska. Jedná se o tříaktovou veršovanou divadelní hru s prvky jak tragickými, tak komickými (tzv. španělská komedie). Dílo dostalo název podle svobodné vesnice, která se vzbouří, protože komtur Goméz, představitel rytířského řádu, neuznává svobodná práva vesničanů, pronásleduje její obyvatele a znásilňuje ženy sedláků. Proto je zabit. Král vyšle do vsi soudce dona Rodriga, aby vraha potrestal. Obyvatelé se však na soud připraví. Na otázku, kdo je vrahem, zazní společná odpověď: „My, Fuente Ovejuna!“ Autor vyzdvihuje kolektivitu, čest a morálku vesničanů, zdůrazňuje právo na lidskou důstojnost. Jednota vesničanů tak zmaří vykonání trestu.

- La Dorotea (1632) je nejcennějším románem Lope de Vegy. Obsahuje autobiografické prvky a zrcadlí se v něm Vegovy skandály s Elenou Osoriovou.

## Galerie

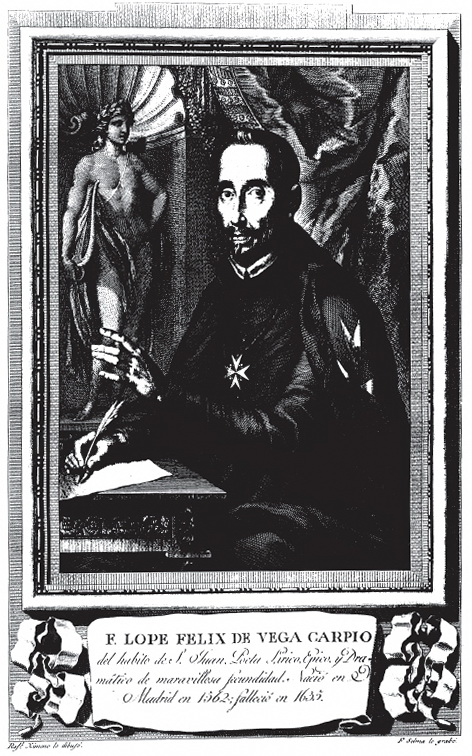
Felix Lope de Vega y Carpio
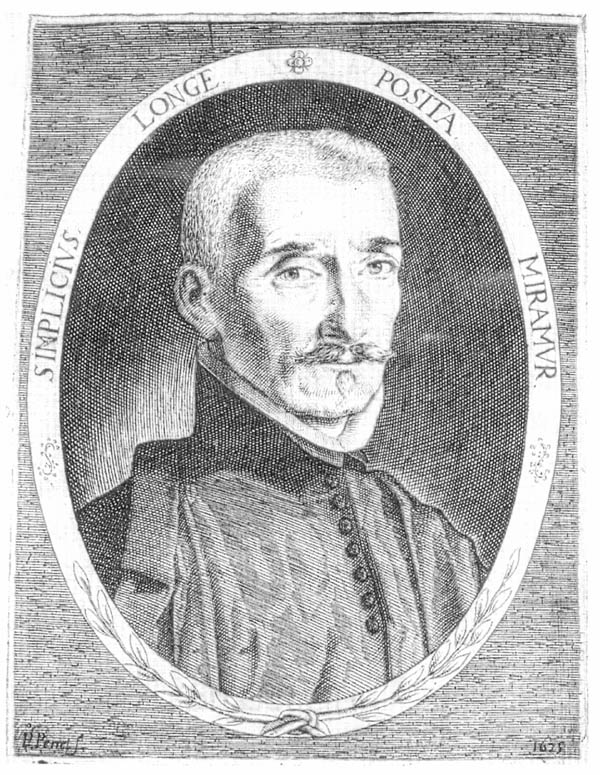
Lope de Vega
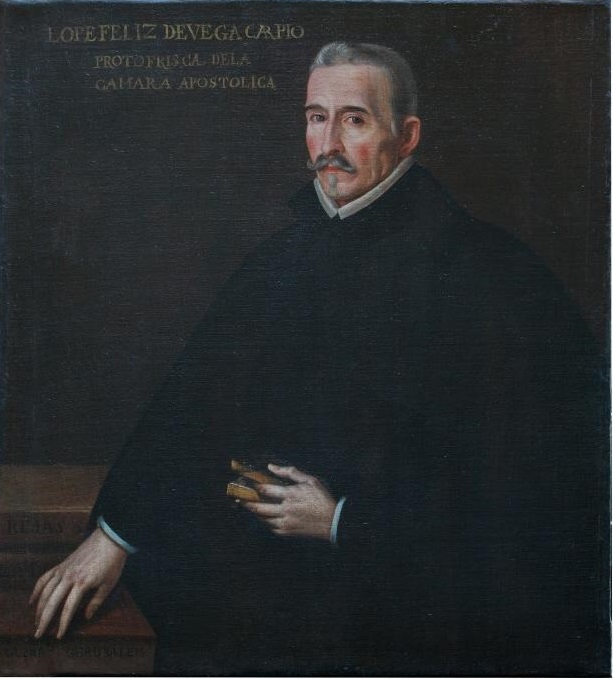
Lope de Vega
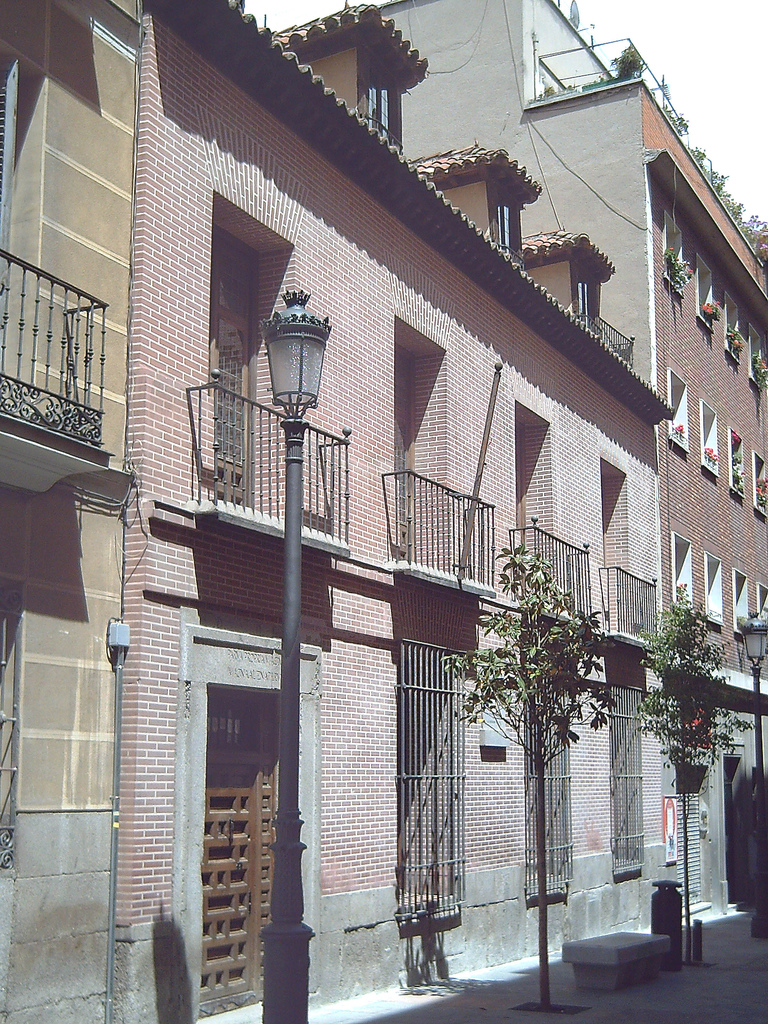
La Casa-Museo de Lope de Vega, muzeum Lopeho de Vegy v Madridu
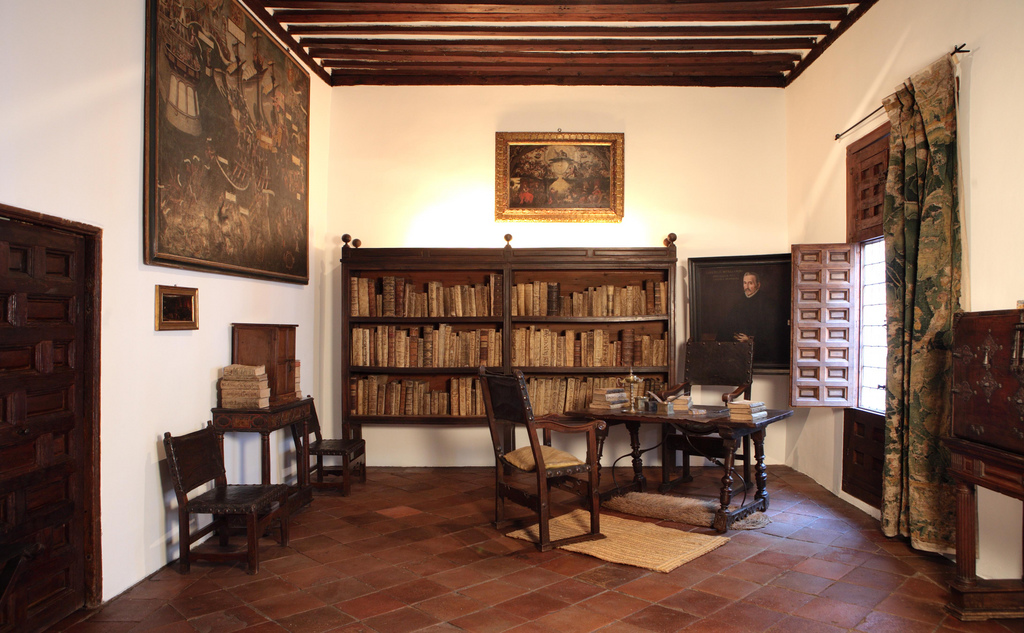
La Casa-Museo de Lope de Vega, muzeum Lopeho de Vegy v Madridu (interiér)